# Аргунск
Аргунск — село в Нерчинско-Заводском районе Забайкальского края. Является центром сельского поселения «Аргунское».

## География
Находится в 54 км к северу от села Нерчинский Завод на левом берегу реки Аргунь.

## История
Населённый пункт основан в 1681 году как Аргунский острог на правобережье реки Аргунь в районе устья реки Маритка. Согласно Нерчинскому договору 1689 года село было перенесено на противоположный берег в район устья реки Камары.
На 1704 и 1715 годы острог представлял собой четырёхугольное строение размером 9,4*14 метров. На территории острога располагались постоялый двор, приказная и судная избы, за его пределами — избы казаков, в гарнизоне было порядка 50 человек. Основными занятиями местных казаков был сбор ясака с тунгусов, охрана месторождений полезных ископаемых и сереброплавильного завода, земледелие, различные промыслы. В 1719 году в остроге открылась церковь Вознесения. В 1680-1720-х годах маршрут дипломатических посольств в Китай проходил через Аргунский острог.
В 1735 году на месте старого острога был построен новый, значительно более крупный: его размеры составляли 47,5*64,8 метров, появилось двое проезжих ворот. На территории острога располагалась судная изба и хозяйственные постройки (амбары), за его пределами — примерно 70 жилых домов, церковь и ещё несколько амбаров.
В связи с потерей военно-оборонительного значения в середине-конце XVIII века острог перестал существовать. Последнее упоминание о нём относится к 1792 году
На 1872 год Аргунская станица, входившая в 3-е военное отделение Забайкальского казачьего войска, центр станичного правления, в подчинении которого находились 11 населённых пунктов. С 1878 по 1918 годы станица входила в 4-е (Нерчинско-Заводское) военное отделение Забайкальского казачьего войска.
В 1930 году в селе образован колхоз «Гранит», в 1959 году реорганизованный в совхоз «Аргунский». Совхоз специализировался на мясомолочном скотоводстве и выращивании зерновых культур, также в нём занимались овцеводством и племенным коневодством. В 2001 году преобразован в ООО «Аргунск».

## Экономика
Основным предприятием в селе является ООО «Аргунск», в настоящий момент занимающееся племенным коневодством и мясным скотоводством. На 2002 год численность сотрудников сельскохозяйственного предприятия составляла 71 человек. Поголовье лошадей насчитывало 724 головы, крупного рогатого скота — 264 головы. Общая площадь земель, принадлежащая предприятию, на 2001 год составила 18,1 тысяч гектаров, при этом, сельскохозяйственными угодьями было занято 17,5 тысяч гектаров, из которых 1,1 тысяча приходилась на пашню, 4,9 — на залежи, 11,5 — на кормовые угодья. На площади 500 гектаров выращиваются зерновые культуры.

## Инфраструктура
В селе функционируют средняя школа, клуб, филиал районной библиотеки, участковая больница.

## Население
| 2002 | 2010 | 2021 |
| ---- | ---- | ---- |
| 522  | ↘496 | ↘416 |

На 2002 год население села составляло 534человека.